# Becca di Guin
La Becca di Guin (pron. fr. AFI: [ɡɛ̃]; in francese e ufficialmente Pic de Guin) è una montagna di 3805 m s.l.m. delle Alpi Pennine in Valle d'Aosta. Fa parte delle Grandes Murailles, sullo spartiacque tra la Valtournenche e la Valpelline.

## Descrizione
Si trova sulla cresta principale tra i Jumeaux e il col Budden. È una bella cima di forma piramidale ed è abbastanza frequentata sia dalla via normale, sia con la traversata alla Punta Sella.

## Ascensione

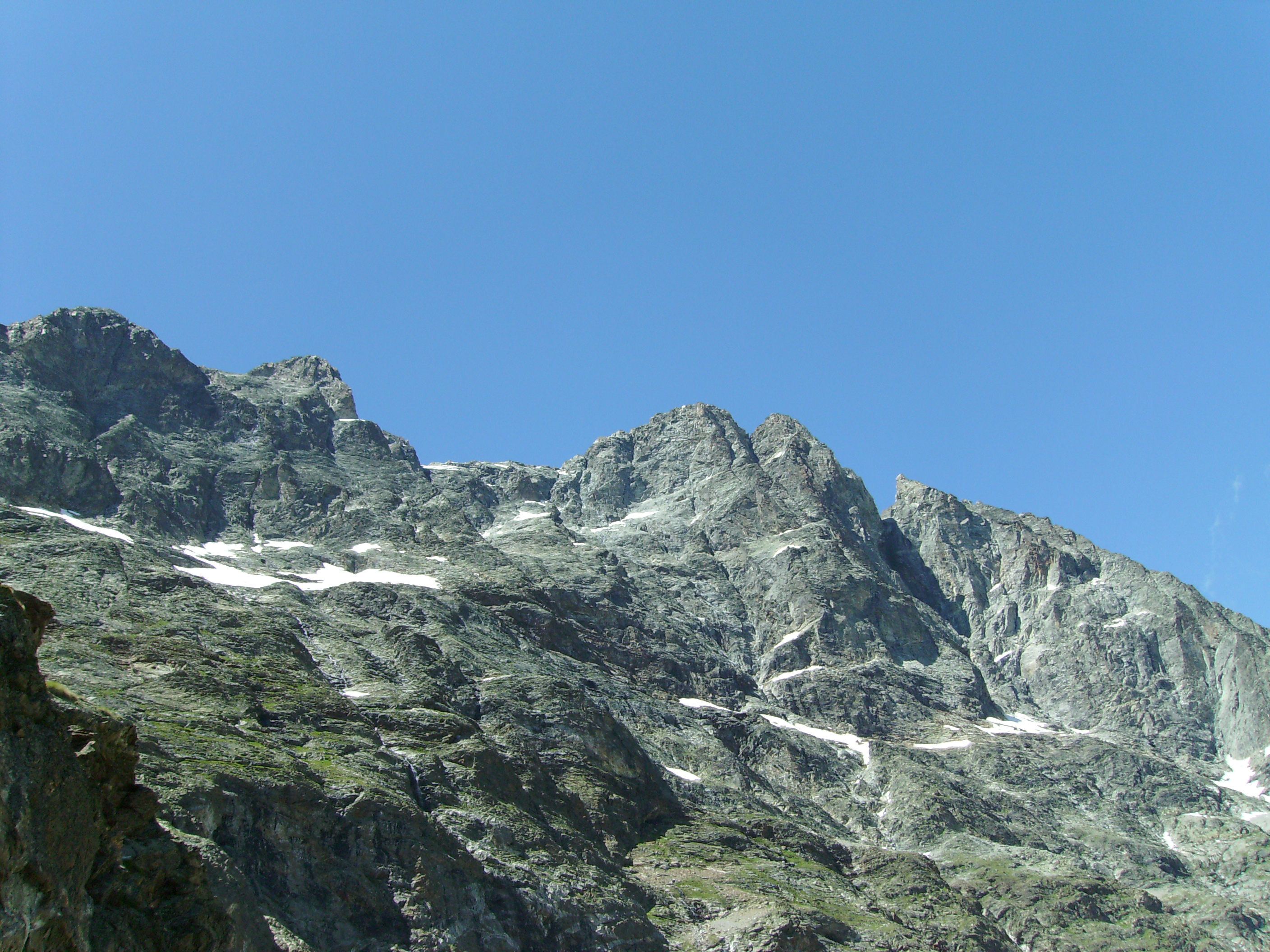
La Becca di Guin, i Jumeaux e la Punta Lioy (3816 m), visti dal Rifugio Bobba.

L'accesso alla Becca di Guin si effettua normalmente partendo dal Rifugio Prarayer e servendosi del Bivacco Paoluccio, sul Col Budden (3572 m.s.l.m.). La via è valutata AD.